# Nicola Pacifico
Nicola (Maria Niccolò Luigi) Pacifico (Napoli, 22 giugno 1734 – Napoli, 20 agosto 1799) è stato un prete italiano giacobino che partecipò alla Rivoluzione napoletana del 1799 combattendo come capitano della guardia nazionale contro i sanfedisti.
Caduta la Repubblica Napoletana fu catturato e, condannato all'impiccagione, morì sul patibolo.

## Biografia
Quarto di sette figli e secondo maschio, nacque da Orazio Pacifico, letterato dell'Arcadia napoletana, e da Giovanna dei marchesi Bisogni. Avviato alla carriera ecclesiastica dal fratello maggiore Giuseppe, grazie ad un legato testamentario dello zio Giovanni Antonio Pacifico, studiò teologia e seguì i corsi di geometria e filosofia di Mario Lama presso l'Università dei regi studi. Fu esperto di matematica, astronomia, storia naturale, antiquaria, ma soprattutto di botanica, disciplina per la quale fu lodato da Antonio Genovesi come  «gloria di tutta la Bottanica»
Benché fosse noto per la sua scienza non riuscì mai ad ottenere come successore di Genovesi la cattedra universitaria poi assegnata per decreto regio a un altro aspirante. I numerosi concorsi banditi ai quali Pacifico si era iscritto infatti non furono mai messi in esecuzione.
Alla metà degli anni Settanta, Pacifico aderì alla loggia massonica L'Amicizia, sezione della Gran loggia nazionale Lo Zelo e divenne membro della nuova Accademia reale di scienze e belle lettere di Napoli, fondata da Ferdinando IV nel 1778. In questo periodo Pacifico passò alla loggia di rito inglese denominata La Vittoria che aveva tra i suoi membri Pasquale Baffi e Domenico Cirillo.
Come membro dell'Accademia e come studioso di geologia fu inviato nel 1783 in Calabria in occasione del terremoto distruttivo che aveva colpito la regione. Rientrato a Napoli Pacifico lesse all'Accademia tre memorie intitolate Della spiegazione fisica de' fenomeni de' tremuoti di Calabria del 1783 e continuò ad occuparsi nei tre anni seguenti dello studio dei sismi.
Nel 1786 conobbe il teologo luterano e membro dell'ordine massonico degli Illuminati di Baviera Friederich Münter, che con Pacifico , e molti altri intellettuali fondò una nuova loggia chiamata La Philantropia, dove Pacifico ebbe modo di conoscere Gaetano Filangieri, Mario Pagano, Donato Tommasi, Giuseppe Zurlo e Antonio Jerocades, che lo convinsero ad aderire agli ideali costituzionalisti e repubblicani.
In occasione della cospirazione del 1794 dalla Società patriottica napoletana per progettare una rivolta sul modello francese,   Pacifico, pur non aderendovi direttamente, si schierò con i patrioti giacobini nascondendo alla polizia per tre mesi nella sua casa un fratello massone, il sacerdote Francesco Saverio Salfi e aiutandolo poi ad organizzare la sua fuga per mare verso Genova.
Durante la Repubblica partenopea Pacifico fu incaricato di amministrare due delle circoscrizioni in cui era stato diviso il territorio napoletano e fu nominato capitano della guardia nazionale al comando del V battaglione Affaitati nonostante la condizione ecclesiastica, l'età senile e la considerevole mole corporea, oggetto quest'ultima di considerazioni sarcastiche.
Con la vittoria dei sanfedisti si scatenò la reazione: Pacifico fu arrestato, imprigionato nel carcere della Vicaria e condannato a morte per impiccagione il 18 agosto del 1799: il giorno seguente venne dimesso dallo stato clericale assieme al vescovo di Vico Equense Michele Natale. Nel pomeriggio del 20 agosto 1799 la condanna fu eseguita dinanzi a una folla convenuta nella piazza del Mercato di Napoli. Il corpo venne tolto dal patibolo perché Pacifico, come cittadino napoletano, aveva il privilegio che il suo cadavere non fosse straziato dai lazzari e dalle intemperie. Fu sepolto nella chiesa del Carmine Maggiore.